# Zoophthora giardii
Zoophthora giardii är en svampart som beskrevs av Balazy 1993. Zoophthora giardii ingår i släktet Zoophthora och familjen Entomophthoraceae.   Inga underarter finns listade i Catalogue of Life.